# ブータン調和党
ブータン調和党（ブータンちょうわとう、ゾンカ語: འབྲུག་ཕུན་སུམ་ཚོགས་པ、Druk Phuensum Tshogpa、略称：DPT）は、ブータンの政党である。党首はジグメ・ティンレー（初代）。

## 概要
2007年7月、全人民党と、ブータン人民統一党が統合して結成。2008年3月24日の国民議会選挙で47議席中45議席を獲得し圧勝。
2013年7月13日執行の国民議会選挙本選挙では47議席中15議席と大敗し、国民民主党に政権を明け渡すこととなった。民主党側は、調和党政権の中国への接近が対インド関係を後退させたことや、社会問題化した若者の失業などについて批判をおこなっていた。
2013年の第2期国会が開始する直前に、ジグメ・ティンレーが国民議会選挙敗北の責任をとって議員を辞職したため、7月24日に前農業森林大臣のペマ・ギャムツォが後任として国民議会内野党党首に就任した。更に同年12月3日には、ブータン調和党の第2代党首に選出されている。
2018年9月15日に執行された国民議会選挙の予備選挙では得票率30.9％で2位となり、ブータン協同党と共に本選挙に進出。10月18日の投票の結果は17議席にとどまり、協同党に敗北した。2023年11月30日に執行された国民議会選挙では全体で3位の得票率14.91％にとどまり敗退した。